# سليم جونز
سليم جونز (بالإنجليزية: Slim Jones)‏ هو لاعب كرة قاعدة أمريكي، ولد في 6 مايو 1913 في بالتيمور في الولايات المتحدة، وتوفي بنفس المكان في 19 نوفمبر 1938.